# Blàzar

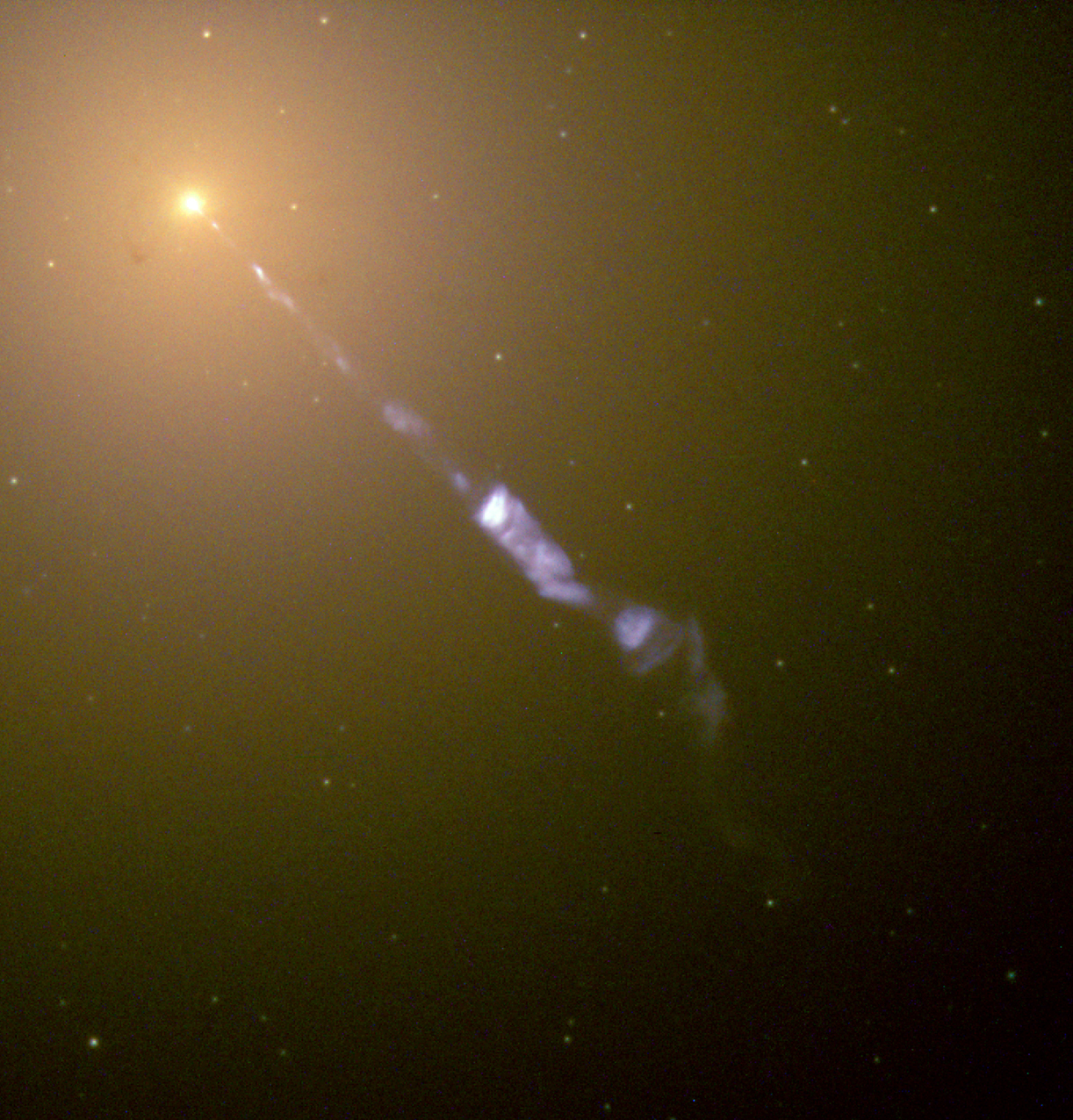
La galàxia el·líptica M87 emet un jet relativista, tal com es veu pel telescopi espacial Hubble. Una galàxia activa es classifica com a bl'azar quan el seu jet apunta a prop de la línia de visió. En el cas del M87, com que l'angle entre el jet i la línia de visió no és petit, el seu nucli no està classificat com a blàzar, sinó com a radiogalàxia

Un blàzar és un nucli galàctic actiu amb un jet relativista (un jet compost de matèria ionitzada que viatja gairebé a la velocitat de la llum) dirigit molt a prop d'un observador. El jet relativista de la radiació electromagnètica del jet fa que els blàzars semblin molt més brillants del que serien si el jet anés en una direcció lluny de la Terra.
Els blàzars són potents fonts d'emissió a través de l'espectre electromagnètic i s'observa que són fonts de fotons de raigs gamma d'alta energia. Els blàzars són fonts molt variables, sovint pateixen fluctuacions ràpides i dramàtiques de la brillantor en escales de temps curtes (hores a dies). Alguns jets de blàzar semblen mostrar moviment superlumínic, una altra conseqüència del material del jet que viatja cap a l'observador a gairebé la velocitat de la llum.
La categoria blàzar inclou objectes BL Lac i quàsars òpticament violentament variables (quàsar OVV). La teoria generalment acceptada és que els objectes BL Lac són ràdiogalàxies intrínsecament de baixa potència, mentre que els quàsars OVV són quàsars de ràdio potents intrínsecament. El nom «blàzar» va ser encunyat l'any 1978 per l'astrònom Edward Spiegel per denotar la combinació d'aquestes dues classes.
En imatges de longitud d'ona visible, la majoria dels blàzars semblen compactes i puntuals, però les imatges d'alta resolució revelen que es troben al centre de les galàxies el·líptiques.
Un blàzar és una font d'energia molt compacta i altament variable, associada a un forat negre situat al centre d'una galàxia. Els blàzars estan entre els fenòmens més violents de l'Univers i  són objectes importants de recerca en astronomia i astrofísica d'altes energies. La investigació de blàzars inclou la investigació de les propietats dels discs d'acreció i dels jets, els forats negres supermassius centrals i les galàxies hostes circumdants, i l'emissió de fotons d'alta energia, raigs còsmics i neutrins.
El juliol de 2018, l'equip de l'Observatori de neutrins IceCube va rastrejar un neutrí que va colpejar el seu detector situat a l'Antàrtida el setembre de 2017 fins al seu punt d'origen en un blàzar a 3.700 milions d'anys llum de distància. Aquesta va ser la primera vegada que es va utilitzar un detector de neutrins per localitzar un objecte a l'espai.

## Estructura

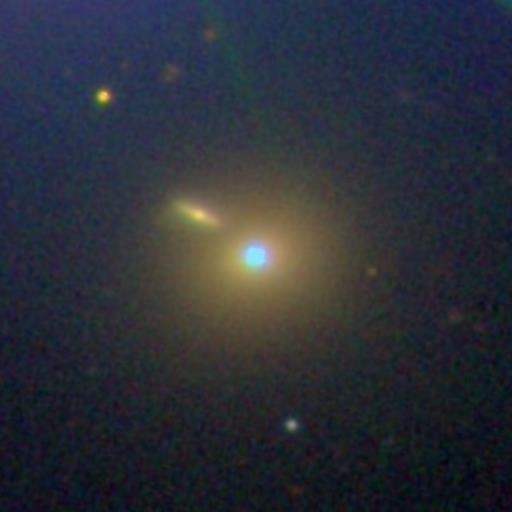
Imatge de Sloan Digital Sky Survey del blàzar Markarian 421, que il·lustra el nucli brillant i la galàxia el·líptica hoste

Es creu que els blàzars, com tots els nuclis galàctics actius, estan alimentats per material que cau en un forat negre supermassiu al nucli de la galàxia hoste. Gas, pols i alguna estrella ocasional són capturats i en espiral cap a aquest forat negre central, creant un disc d'acreció calent que genera enormes quantitats d'energia en forma de fotons, electrons, positrons i altres partícules elementals. Aquesta regió és relativament petita, d'aproximadament 10-3 parsecs de mida.
També hi ha un toroide opac més gran que s'estén diversos parsecs des del forat negre, que conté un gas calent amb regions incrustades de major densitat. Aquests «núvols» poden absorbir i reemetre energia de regions més properes al forat negre. A la Terra, els núvols es detecten com a línies d'emissió en l'espectre del blàzar.
Perpendicularment al disc d'acreció, un parell de jets relativistes transporten plasma altament energètic lluny del nucli galàctic actiu. El jet està col·limat per una combinació de camps magnètics intensos i vents potents del disc d'acreció i del toroide. Dins del jet, els fotons i les partícules d'alta energia interactuen entre si i amb el fort camp magnètic. Aquests jets relativistes poden estendre's fins a desenes de kiloparsecs des del forat negre central.
Totes aquestes regions poden produir una varietat d'energia observada, majoritàriament en forma d'un espectre no tèrmic que va des de ràdio de molt baixa freqüència fins a raigs gamma extremadament energètics, amb una polarització elevada (normalment un poc per cent) en algunes freqüències. L'espectre no tèrmic consisteix en radiació de sincrotró en el rang de ràdio a raigs X, i emissió Compton inversa a la regió de raigs X a raigs gamma. En els quàsars OVV també hi ha un pic d'espectre tèrmic a la regió ultraviolada i línies d'emissió òptica febles, però febles o inexistents en objectes BL Lac.

## Radiant relativista

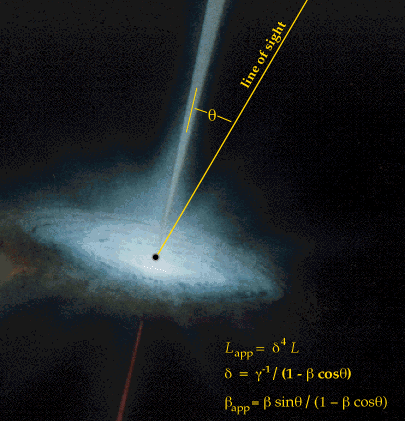
Quan l'angle θ que forma el jet amb la Terra és zero, el quàsar o nucli galàctic actiu és denominat blàzar

L'emissió observada d'un blàzar es veu molt millorada pels efectes relativistes en el jet, un procés anomenat radiant relativista. La velocitat del plasma que constitueix el jet pot estar en el rang del 95% al 99% de la velocitat de la llum, tot i que les partícules individuals es mouen a velocitats més altes en diverses direccions.
La relació entre la lluminositat emesa en el marc de repòs del jet i la lluminositat observada des de la Terra depèn de les característiques del jet. Aquests inclouen si la lluminositat sorgeix d'un front de xoc o d'una sèrie de taques més brillants al jet, així com els detalls dels camps magnètics dins del jet i la seva interacció amb les partícules en moviment.
Un model senzill de radiant relativista il·lustra els efectes relativistes bàsics que connecten la lluminositat en el marc de repòs del jet, Se, i la lluminositat observada a la Terra, So. Per tant: So és proporcional a Se × D2, on D és el factor Doppler.
Quan es consideren amb molt més detall, hi intervenen tres efectes relativistes:
- L'aberració relativista aporta un factor de D2. L'aberració és una conseqüència de la relativitat especial on les direccions que semblen isòtropes en el marc de repòs (en aquest cas, el jet) apareixen empès cap a la direcció del moviment en el marc de l'observador (en aquest cas, la Terra).
- La dilatació del temps aporta un factor de D+1. Aquest efecte accelera l'alliberament aparent d'energia. Si el jet emet un esclat d'energia cada minut en el seu propi marc de repòs, aquest alliberament s'observaria a la Terra amb molta més freqüència, potser cada deu segons.
- Les finestres poden aportar un factor de D-1 i després treballa per disminuir l'impuls. Això passa per a un flux constant perquè llavors hi ha D menys elements de fluid dins de la finestra observada, ja que cada element s'ha expandit pel factor D. Tanmateix, per a una gota de material que es propaga lliurement, la radiació s'incrementa amb el D+3 complet.

### Exemple
Considerem un jet amb un angle θ = 5° respecte a la línia de visió i una velocitat del 99,9% de la velocitat de la llum. La lluminositat observada des de la Terra és 70 vegades més gran que la lluminositat emesa. Tanmateix, si θ és al valor mínim de 0°, el jet apareixerà 600 vegades més brillant des de la Terra.

### Radiant llunyà
El radiant relativista també té una altra conseqüència crítica. El jet que no s'acosta a la Terra semblarà més tènue a causa dels mateixos efectes relativistes. Per tant, dos jet intrínsecament idèntics apareixeran significativament asimètrics. A l'exemple anterior, qualsevol jet on θ > 35° s'observarà a la Terra com a menys lluminós del que seria des del marc de repòs del jet.
Una altra conseqüència és que una població de nuclis galàctics actius intrínsecament idèntica dispersa jets a l'espai amb orientacions aleatòries i semblarà una població molt poc homogènia a la Terra. Els pocs objectes on θ és petit tindran un jet molt brillant, mentre que la resta tindran, aparentment, jets considerablement més febles. Aquells on θ varia de 90° semblaran tenir jets asimètrics.
Aquesta és l'essència de la connexió entre blàzars i radiogalàxies. Els nuclis galàctics actius que tenen jets orientats a prop de la línia de visió amb la Terra poden semblar extremadament diferents dels altres nuclis galàctics actius encara que siguin intrínsecament idèntics.

## Descobriment
Molts dels blàzars més brillants es van identificar per primera vegada, no com a poderoses galàxies llunyanes, sinó com a estrelles variables irregulars a la nostra pròpia galàxia. Aquests blàzars, com autèntiques estrelles variables irregulars, canviaven de brillantor en períodes de dies o anys, però sense cap patró.
Els primers desenvolupaments de la radioastronomia havien demostrat que hi ha moltes fonts de ràdio brillants al cel. A finals de la dècada del 1950, la resolució dels radiotelescopis era suficient per identificar fonts de ràdio específiques amb homòlegs òptics, donant lloc al descobriment de quàsars. Els blàzars estaven molt representats entre aquests primers quàsars, i el primer desplaçament cap al vermell es va trobar per a 3C 273, un quàsar molt variable que també és un blàzar.
El 1968, es va fer una connexió similar entre «l'estrella variable» BL Lacertae i una potent font de ràdio VRO 42.22.01. BL Lacertae mostra moltes de les característiques dels quàsars, però l'espectre òptic estava desproveït de les línies espectrals utilitzades per determinar el desplaçament cap al vermell. L'any 1974 es van trobar indicis febles d'una galàxia subjacent, una prova que BL Lacertae no era una estrella.
La naturalesa extragalàctica de BL Lacertae no va ser una sorpresa. El 1972 es van agrupar unes quantes fonts òptiques i de ràdio variables i es van proposar com una nova classe de galàxies: objectes tipus BL Lacertae. Aquesta terminologia aviat es va escurçar a objecte BL Lacertae, objecte BL Lac o simplement BL Lac (aquest darrer terme també pot significar el blàzar individual original i no tota la classe.)
Al 2003, es coneixien uns quants centenars d'objectes BL Lac. Un dels blàzars més propers es troba a 2.500 milions d'anys llum de distància.

## Visió actual
Es creu que els blàzars són nuclis galàctics actius, amb jets relativistes orientats a prop de la línia de visió amb l'observador.
L'orientació especial del jet explica les característiques generals peculiars: alta lluminositat observada, variació molt ràpida, alta polarització (en comparació amb els quàsars no-blàzars) i els moviments superlumínics aparents detectats al llarg dels primers parsecs dels jetss en la majoria de blàzars.
S'ha acceptat generalment un Esquema Unificat o Model Unificat, on els quàsars molt variables estan relacionats amb ràdiogalàxies intrínsecament potents, i els objectes BL Lac estan relacionats amb ràdiogalàxies intrínsecament febles. La distinció entre aquestes dues poblacions connectades explica la diferència en les propietats de la línia d'emissió en blàzars.
Altres explicacions per a l'enfocament del jet relativista/esquema unificat que s'han proposat inclouen la microlents gravitatòries i l'emissió coherent del jet relativista. Cap d'ells explica les propietats generals dels blàzars. Per exemple, la microlent és acromàtica. És a dir, totes les parts d'un espectre pujarien i baixarien juntes. Això no s'observa als blàzars. Tanmateix, és possible que aquests processos, així com la física del plasma més complexa, puguin tenir en compte observacions específiques o alguns detalls.
Exemples de blàzars inclouen 3C 454.3, 3C 273, BL Lacertae, PKS 2155-304, Markarian 421, Markarian 501, 4C +71.07, PKS 0537-286 (QSO 0537-286) i S5 0014+81. Markarian 501 i S5 0014+81 també s'anomenen TeV Blàzars per la seva emissió de raigs gamma d'alta energia (rang de teraelectrons-volts).
El juliol de 2018, un blàzar anomenat TXS 0506+056 va ser identificat com a font de neutrins d'alta energia pel projecte IceCube.